# Jubicume
Jubicume (japonsky: 指詰め) je japonský rituál k urovnání přestupku či urážky, způsob k potrestání či k dokázání upřímné omluvy odříznutím části vlastního malíčku. Vyskytuje se téměř výhradně v jakuze, hlavní japonské zločinecké organizaci.
Samotné provedení jubicume se někdy také označuje jako jubi o tobasu 指を飛ばす, volně přeloženo jako „letící prst“ („nechal svůj prst letět“).

## Původ
Rituál má zřejmě svůj původ mezi bakuto - potulnými hráči (gamblery), kteří byli předchůdci dnešní jakuzy. Pokud člověk nebyl schopen splatit své gamblerské dluhy, bylo jubicume bráno jako alternativní forma platby.
V japonském stylu šermu byl na jílci katany nejtěsněji přitisknut právě malíček. Člověk s odříznutým malíčkem tedy nebyl schopen správně držet svůj meč, což ho oslabovalo v boji a činilo jej to závislejším na ochraně od svého vůdce.

## Detaily rituálu
Při provádění jubicume člověk položí svou dlaň na kus čisté látky. Poté si velmi ostrým nožem nebo tantó uřízne buď část levého malíčku nad jeho horním kloubem, nebo vršek prstu. Odříznutou část prstu zabalí do látky, na které měl položenu dlaň, a velmi zdvořile balíček odevzdá svému vedoucímu (ojabun, případně kumičó).
Pokud bylo spácháno více prohřešků, je jubicume provedeno na další části prstu. Pokud již nelze odříznout další části z levého malíčku, pokračuje se na pravém.
V některých případech je osoba vyloučená z gangu jakuzy též donucena provést jubicume.